# Andreu Escrivà i Garcia
Andreu Escrivà i Garcia (València, 1983) és un ambientòleg i divulgador científic valencià.
Llicenciat en Ciències Ambientals per la Universitat de València, té un màster en Biodiversitat, Conservació i Evolució i és doctor en Biodiversitat. Forma part del Comitè d'Experts en Canvi Climàtic de la Generalitat Valenciana, però un any després va dimitir perquè no s'havia desenvolupat cap actuació. Com a divulgador ambiental escriu en revistes especialitzades com Mètode, Revista del Instituto de Estudios Turolenses, La Universitat de València i els seus entorns, i destinat al públic en general ho ha fet al Levante-EMV, El Diario, Saó, Noestarde, Lletraferit, El País, i a Samaruc Digital i a diversos blogs.
L'any 2015 va iniciar una col·laboració amb el programa ¡Cómo está el patio! que actualment s'emet a Mislata Ràdio on comenta notícies relacionades amb el medi ambient, el canvi climàtic, l'antropocè i l'impacte de les falles i els paratges naturals valencians, entre d'altres.
L'any 2016 va rebre el XXII Premi Europeu de Divulgació Científica Estudi General, als Premis Literaris Ciutat d'Alzira, per Encara no és tard, una anàlisi sobre les claus per entendre i aturar el canvi climàtic, una anàlisi sobre el canvi climàtic amb una perspectiva i un plantejament optimista.
L'any 2021 publicà I ara jo què faig? Com vèncer la culpa climàtica i passar a l'acció, un manual on aborda el concepte d'«ecoansietat» per a tractar l'angoixa que se sent quan hom s'enfronta al canvi climàtic, posant el focus en la democratització de l'energia, la justícia social i la reducció del consum qüestionant el dogma del «creixement infinit» i el «tecno-optimisme».

## Obra publicada
- Encara no és tard: claus per a entendre i aturar el canvi climàtic. Edicions Bromera, 2017, ISBN 978-84-9134-073-7
- I ara jo què faig? Com vèncer la culpa climàtica i passar a l'acció. Sembra Llibres, 2021, ISBN 978-84-16698-56-1
- Contra la sostenibilitat. Sembra Llibres, 2023, ISBN 978-84-16698-87-5